# Cultura de Andalucía

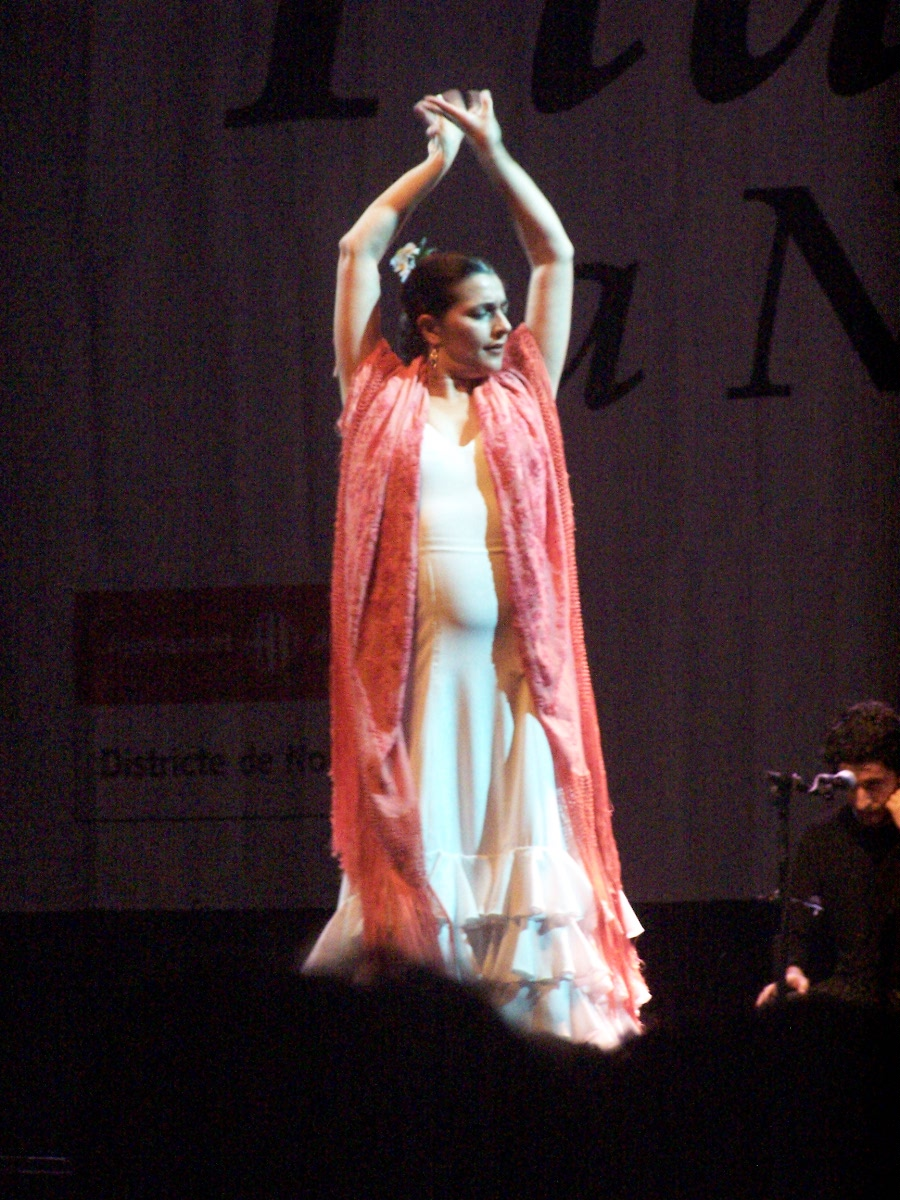
Bailaora con traje de flamenca

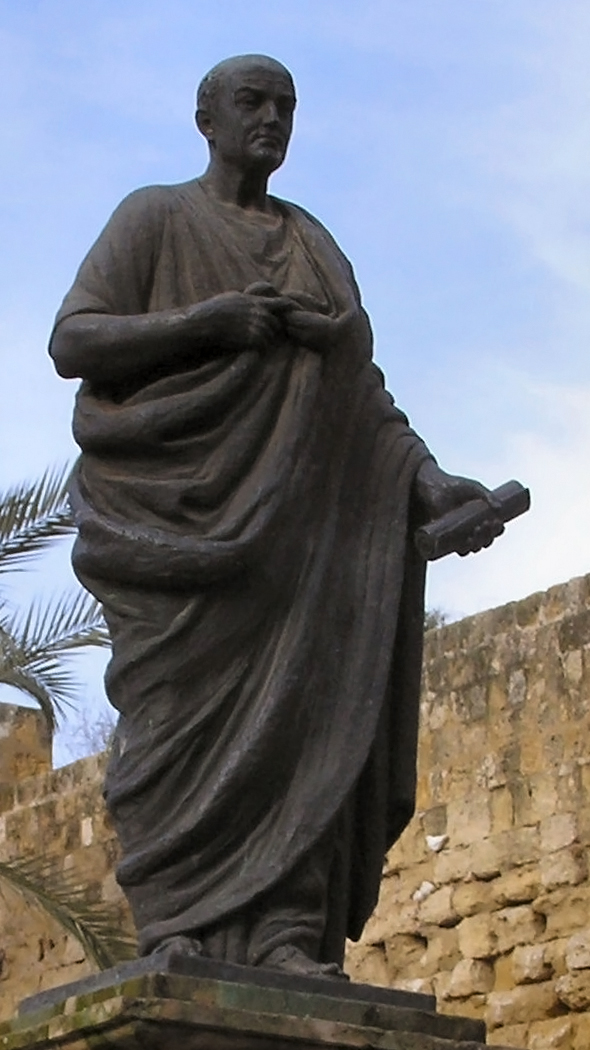
Escultura de Séneca en la Puerta de Almodóvar, Córdoba

La cultura andaluza tiene sus raíces en las influencias que los diferentes pueblos han dejado tras su paso por Andalucía a lo largo de los siglos. Además la historia y la geografía han contribuido significativamente en la formación de la cultura actual.

## Literatura

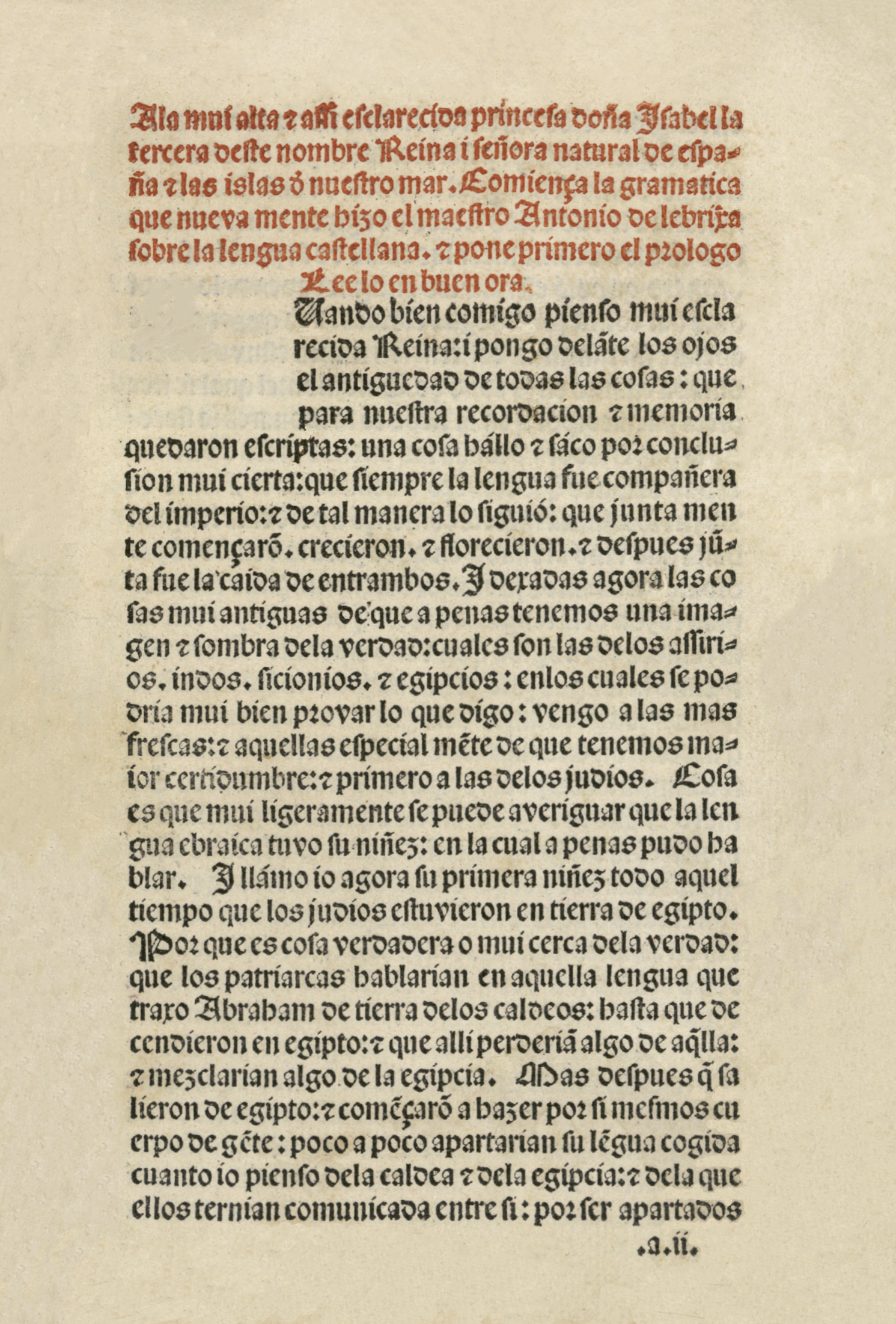
Incipit y prólogo de la Gramática castellana de Antonio de Nebrija

El peso de Andalucía en la historia de la literatura en castellano es muy grande. En 1492 Antonio de Nebrija publicó su célebre Gramática castellana, la primera de una lengua vulgar que se escribió en Europa. En 1528 Francisco Delicado escribió la Lozana andaluza, novela en la órbita La Celestina, mientras que el sevillano Mateo Alemán escribió Guzmán de Alfarache, la primera novela picaresca de autor conocido. 
Asimismo tuvo especial importancia la escuela literaria humanista sevillana con autores como Juan de Mal Lara, Fernando de Herrera, Gutierre de Cetina, Luis Barahona de Soto, Juan de la Cueva, Gonzalo Argote de Molina y Rodrigo Caro, entre otros. Cervantes "engendró" su inmortal novela Don Quijote de la Mancha según su prólogo en Sevilla,  durante su presidio en la Cárcel Real en 1597. No se sabe si con ese término quiso decir que comenzó a escribirlo mientras estaba preso o, simplemente, que se le ocurrió la idea allí. En cualquier caso son diversos los pasajes de la primera parte del Quijote que transcurren en Andalucía, así como numerosas las alusiones a esa tierra, en especial, a su aristocracia y a su hampa, que es precisamente el tema Rinconete y Cortadillo, novela ejemplar de ambiente sevillano. El cordobés Luis de Góngora fue el máximo exponente del culteranismo de la poesía barroca del Siglo de Oro.
El Romanticismo literario en España tuvo uno de sus polos fundamentales en Andalucía, con autores como el Duque de Rivas, José Cadalso y Bécquer. El costumbrismo andaluz tiene una de sus máximas expresiones en las Escenas andaluzas de Serafín Estébanez Calderón y en las obras de Pedro Antonio de Alarcón. 
A caballo entre el siglo XIX y el XX destacan los escritores andaluces Ángel Ganivet, Manuel Gómez-Moreno, Manuel y Antonio Machado y Francisco Villaespesa, tradicionalmente encuadrados en la llamada Generación del 98. Dentro de ella, los Hermanos Álvarez Quintero como fieles retratistas de la idiosincrasia andaluza en sus entremeses, en que sus personajes usan frecuentemente el dialecto andaluz. También el sevillano Rafael Cansinos Assens, perteneciente a la Generación de 1914 o Novecentismo, dejó un profundo rastro de andalucismo en su obra literaria y crítica. Especialmente relevante fue el moguerreño Juan Ramón Jiménez, Premio Nobel de Literatura, personalidad singular y trascendental dentro de la poesía española de todos los tiempos. 
Gran parte de los miembros de la Generación del 27, verdadera Edad de Plata de la cultura española, reunida en torno al homenaje a Góngora en el Ateneo de Sevilla, fueron andaluces, como Federico García Lorca, Luis Cernuda, Rafael Alberti, Manuel Altolaguirre, Emilio Prados y Vicente Aleixandre, quien recibiera el Premio Nobel en 1977.
Asimismo existen varios personajes literarios del ambiente andaluz convertidos en auténticos arquetipos de la literatura universal como Carmen, la gitana de Prosper Merimée, Fígaro, El barbero de Sevilla de Pierre-Augustin de Beaumarchais y Don Juan, El burlador de Sevilla, de Tirso de Molina.  
Como en la mayoría de España, el principal vehículo de la lírica popular andaluza es el romance, aunque también existen estrofas propias de Andalucía como la soleá o la soleariya. Los romances, las nanas, los pregones, las retahilas, las canciones de labor y un largo etcétera son muy abundantes.
Capítulo aparte merece la literatura hispanoárabe en dialecto andalusí, con autores nacidos en el territorio andaluz actual, como Ibn Hazm, Ibn Zaydun, Ibn Quzman, Abentofail, Al-Mutamid, Ibn al-Khatib, Ibn al-Yayyah e Ibn Zamrak.

## Filosofía
Entre los filósofos y pensadores nacidos en Andalucía destacan  Ibn Gabirol, Séneca (Corduba, 4 a. C.-Roma, 65 d. C.), Averroes (Córdoba, 1126 - Marrakech, 1198), Maimónides (Córdoba, 1135 - El Cairo, 1204), Fernán Pérez de Oliva (Córdoba, ¿1494? - Ibíd. 1531), Sebastián Fox Morcillo (Sevilla, 1526/28 - 1559?), Francisco Suárez (Granada, 1548 - Lisboa, 1617), Ángel Ganivet (Granada, 1865 - Riga, 1898), Francisco Giner de los Ríos (Ronda, Málaga, 1839 - Madrid, 1915), María Zambrano (Vélez-Málaga, Málaga, 1904 - Madrid, 1991) y Millán-Puelles (Alcalá de los Gazules, Cádiz, 1921 - Madrid, 2005).

## Arte

### Arquitectura y urbanismo

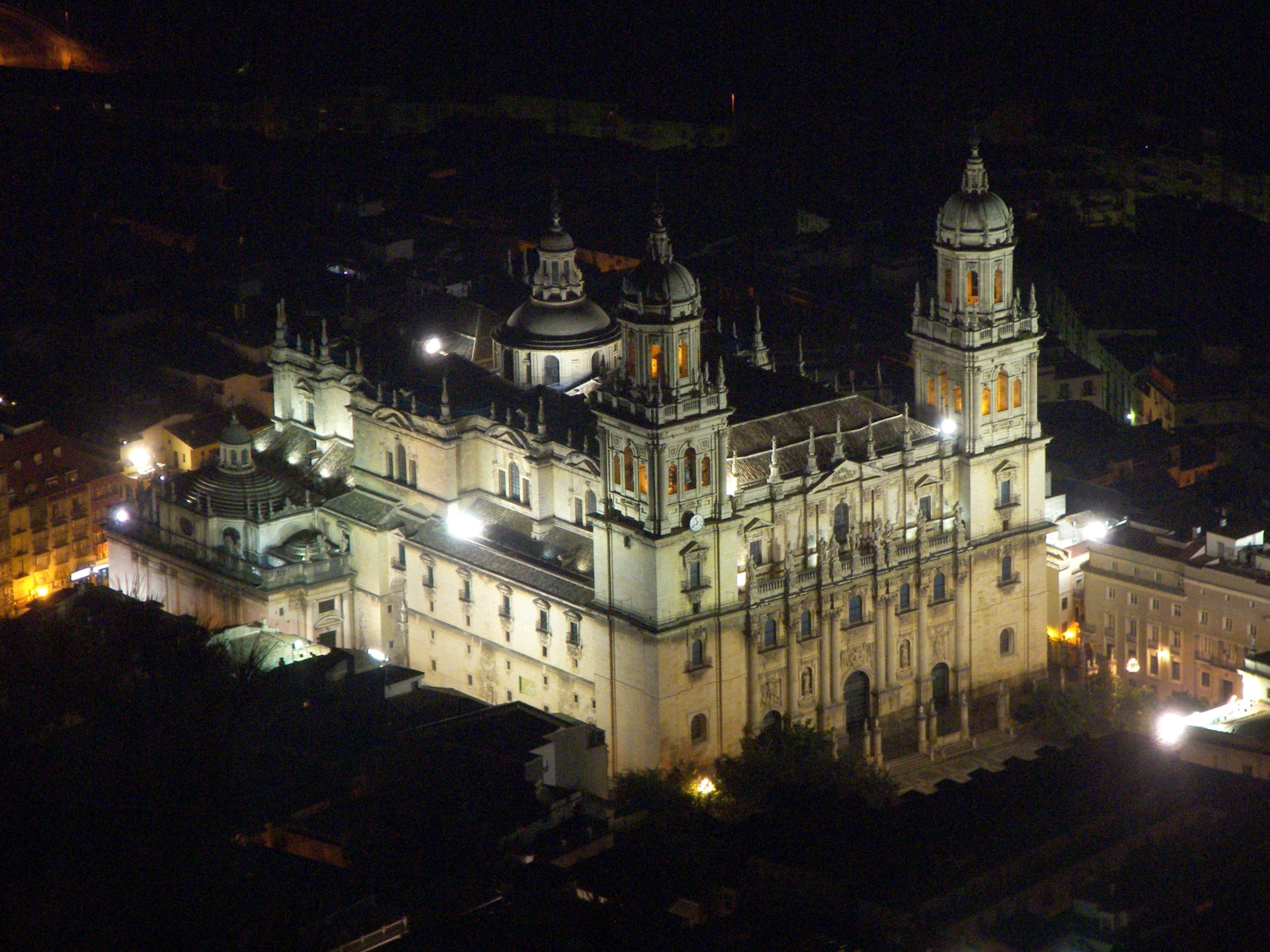
Catedral de Jaén.

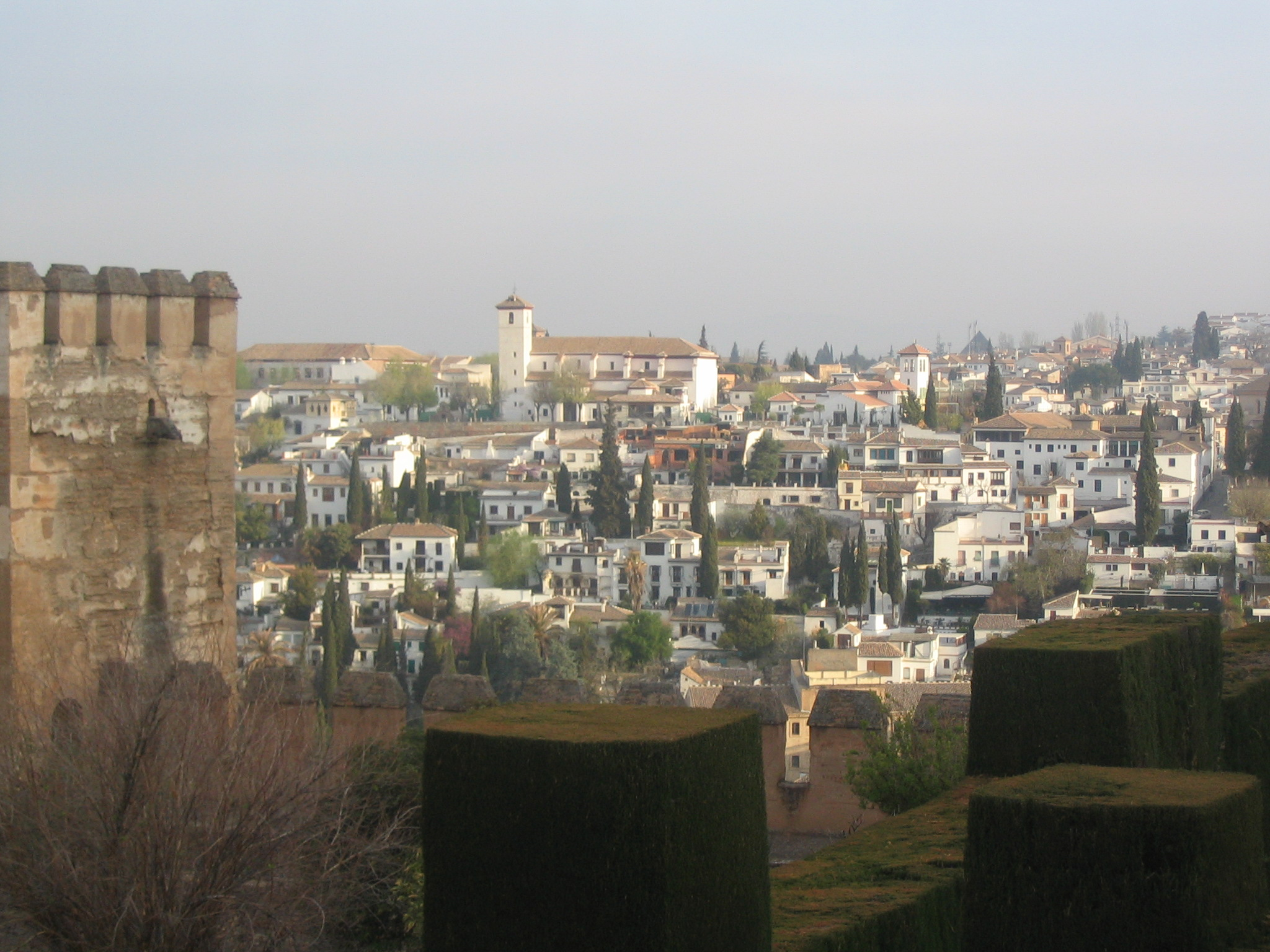
Vista del Albaicín desde la Alhambra.

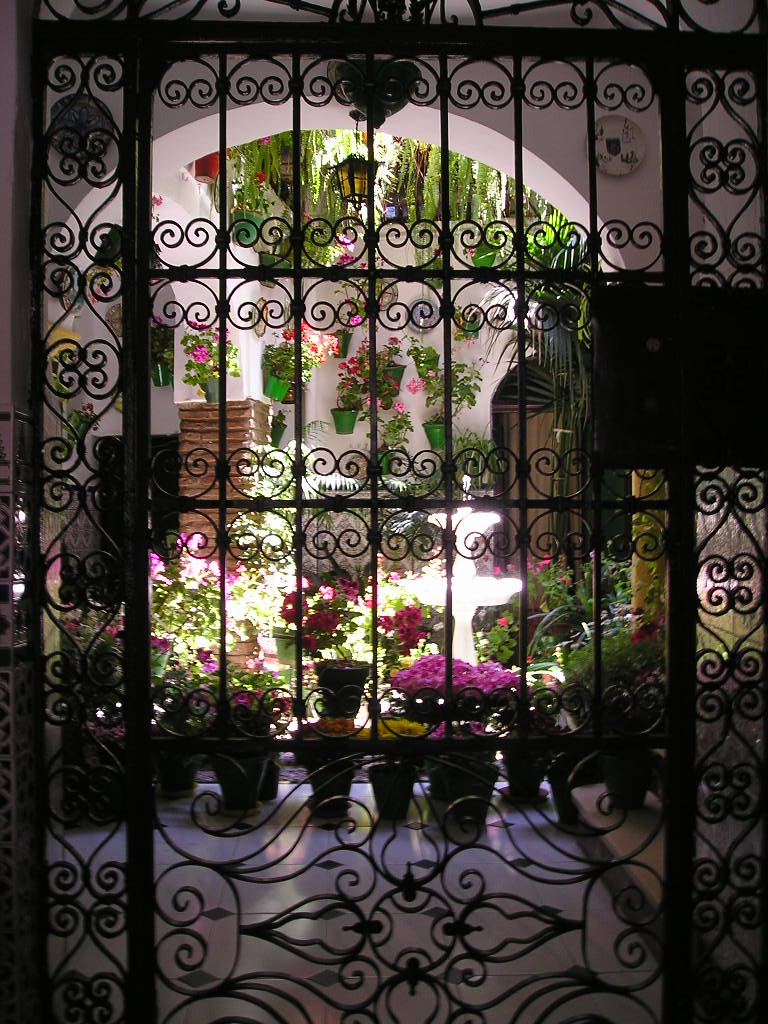
Patio cordobés.

Del Neolítico se conservan importantes ejemplos de megalitismo, como el dolmen de Menga y el de Viera. Los primeros ejemplos de urbanismo datan de la Edad de Bronce en Los Millares y El Argar, ambos en Almería. 
De la Edad Antigua tienen especial importancia el yacimiento arqueológico de Doña Blanca, la ciudad fenicia más antigua de la península ibérica, y las ruinas de Itálica.
A la arquitectura hispanoárabe o andalusí pertenecen algunos de los edificios más representativos de Andalucía como la Alhambra, la Mezquita de Córdoba y la Giralda. La arquitectura andalusí, como la romana anteriormente, influyó de manera notable en la arquitectura posterior, especialmente en la arquitectura mudéjar, cuyos principales ejemplos son el Real Alcázar de Sevilla y las iglesias parroquiales del reino de Córdoba y Sevilla, que combinan elementos de raigambre andalusí con otros propios de la arquitectura románica y gótica. Posteriormente la Catedral de Sevilla, el templo gótico más grande del mundo, marcó la pauta para la construcción de otros edificios de su reino, como la Parroquia de San Miguel de Jerez, la Prioral del Puerto de Santa María y Las Covachas de Sanlúcar de Barrameda. En Granada son fundamentales la Capilla Real y la Catedral, de planta gótica y cuerpo renacentista. 
La arquitectura renacentista tuvo uno de sus principales focos en el reino de Jaén, con la construcción de su catedral por parte de Andrés de Vandelvira, que servirá de modelo para la Catedral de Málaga y la de Guadix, y con los conjuntos monumentales de las ciudades de Úbeda y Baeza, declaradas Patrimonio de la Humanidad por la Unesco. Sevilla y su reino también fueron importantes focos de la arquitectura renacentista, como demuestran el Ayuntamiento de Sevilla, el Hospital de las Cinco Llagas o la Cartuja de Jerez de la Frontera. El Palacio de Carlos V en Granada tiene una importancia singular por su purismo italianizante.
Del Barroco se conservan edificios como el Palacio de San Telmo de Sevilla y la Cartuja de Granada. Del Academicismo, la Fábrica de Tabaco de Sevilla y del Neoclasicismo los edificios del núcleo gaditano, como el Ayuntamiento de Cádiz, la Cárcel Real y la Santa Cueva.
Dentro del estilo historicista propio de los siglos XIX y XX, destaca el conjunto arquitectónico de la Exposición Iberoamericana de Sevilla de 1929, donde destaca la plaza de España, de aire neomudéjar, llamándose este movimiento regionalismo historicista. Asimismo se conserva un importante patrimonio industrial, relacionado con diversas actividades económicas. Las obras realizadas en Sevilla con motivo de la Expo 92, como el puente del Alamillo y el puente de la Barqueta, son algunos de los más importantes ejemplos de la arquitectura contemporánea.
La arquitectura tradicional tiene un marcado carácter mediterráneo que hunde sus raíces en la arquitectura romana y árabe y que está fuertemente condicionada por el clima. Las viviendas tradicionales urbanas suelen construirse adosadas unas a otras para aislarlas de las altas temperaturas exteriores. Predominan los muros sólidos encalados sobre los vanos para evitar la insolación excesiva del interior. En función de la climatología y de la tradición de cada zona, las cubiertas de las casas pueden ser aterrazadas, formando azoteas, o tejados a varias aguas construidos con tejas árabes. Uno de los elementos más característicos es el patio interior. Entre los patios andaluces son célebres los cordobeses. En las viviendas suelen utilizarse las rejas de hierro forjado y los azulejos como elementos decorativos. Las plantas, flores y el agua, son parte fundamental de la arquitectura tradicional andaluza, tanto suntuaria como popular. Más allá de estos elementos generalizados, existen tipologías arquitectónicas singulares, como la arquitectura alpujarreña y las cuevas de la Hoya de Guadix y del Sacromonte, entre otras. 
En el ámbito de la arquitectura rural destacan las casas o caseríos de labor, como son los cortijos, haciendas y alquerías.

#### Patrimonio histórico
- Catálogo General del Patrimonio Histórico Andaluz
- Instituto Andaluz del Patrimonio Histórico

Lugares Patrimonio de la Humanidad en Andalucía:
- 1984, 1994 La Alhambra, Generalife y Albaicín, Granada
- 1984, centro histórico de Córdoba
- 1984, 2005 parque nacional de Doñana (patrimonio natural)
- 1987 Catedral, Alcázar y Archivo de Indias en Sevilla
- 2003 Conjuntos Monumentales Renacentistas de Úbeda y Baeza

### Escultura

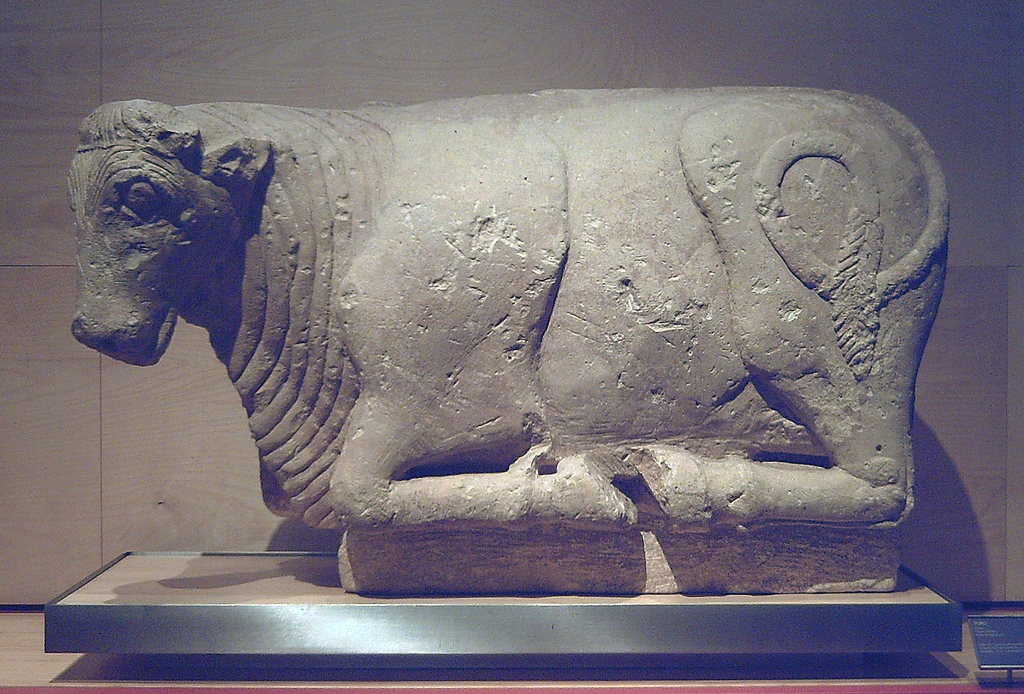
Toro, relieve íbero procedente de Osuna, Museo Arqueológico Nacional.

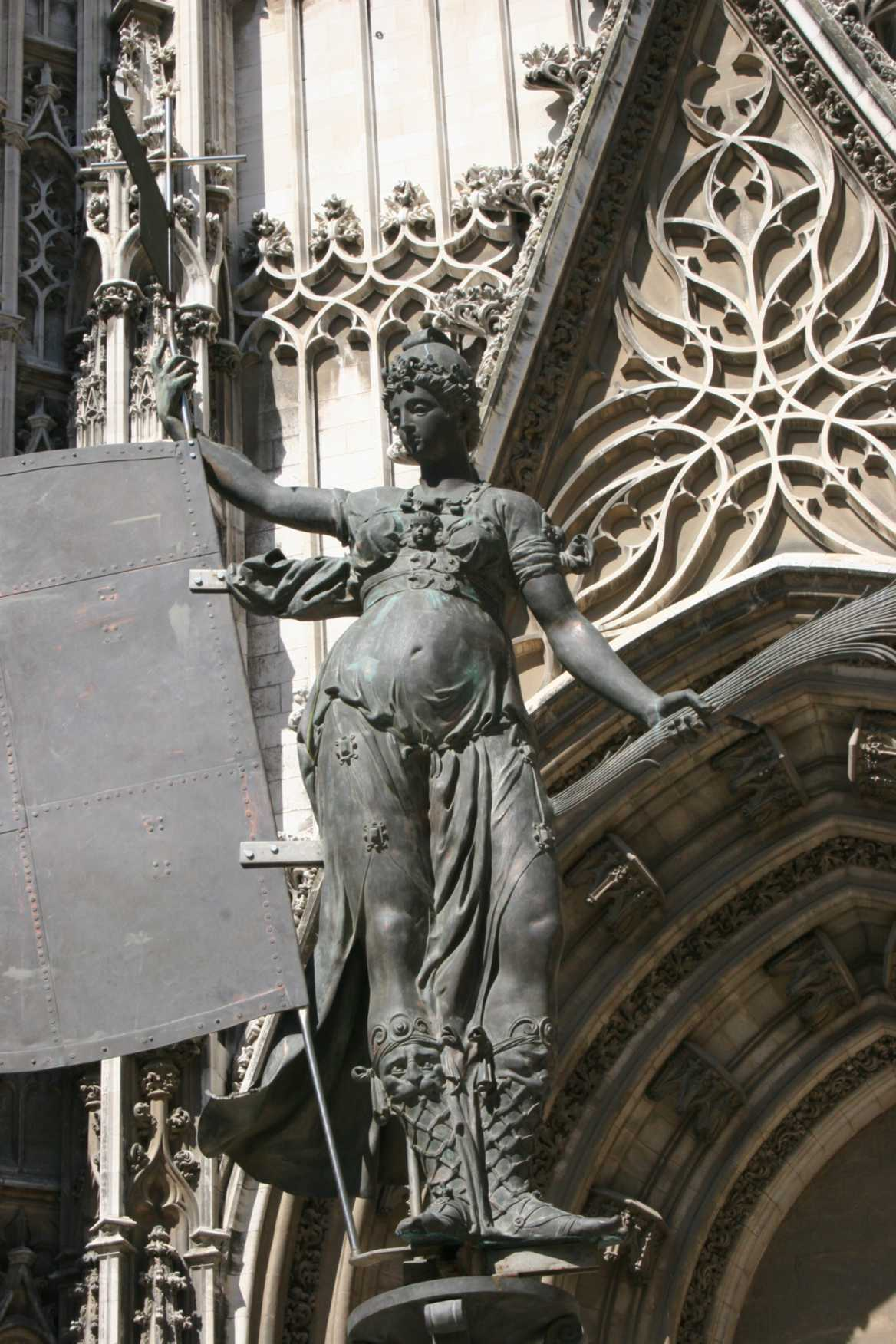
Copia de El Giraldillo, uno de los más importantes bronces del Renacimiento europeo.

Los relieves íberos de Osuna, la Dama de Baza, el León de Bujalance, los sarcófagos fenicios de Cádiz y las piezas de escultura romana provenientes de ciudades béticas como Itálica, dan testimonio del cultivo de la escultura en Andalucía desde la Antigüedad. Del tiempo de al-Ándalus apenas se conservan esculturas dignas de mención, pues el islam es una civilización mayoritariamente iconoclasta, siendo una destacada excepción los leones de la Alhambra y del Maristán de Granada.
Durante la Edad Moderna el papel fundamental lo desempeñaron la Escuela sevillana de escultura y la granadina (con su "subescuela" malagueña), con autores como Mercadante de Bretaña, Pedro Millán, Juan Martínez Montañés, Pedro Roldán, José de Arce, Jerónimo Balbás, Fernando Ortiz, Alonso Cano y Pedro de Mena. Ambas escuelas se dedicaron principalmente al arte religioso con la creación de imágenes religiosas y retablos realizados mayoritariamente en madera.
La escultura de temática no religiosa existió en Andalucía desde antiguo, como demuestran los mármoles renacentistas de la Casa de Pilatos y las esculturas mitológicas de Diego de Pesquera. Sin embargo no comenzó a generalizarse hasta el siglo XIX, con autores como Antonio Susillo.

### Pintura

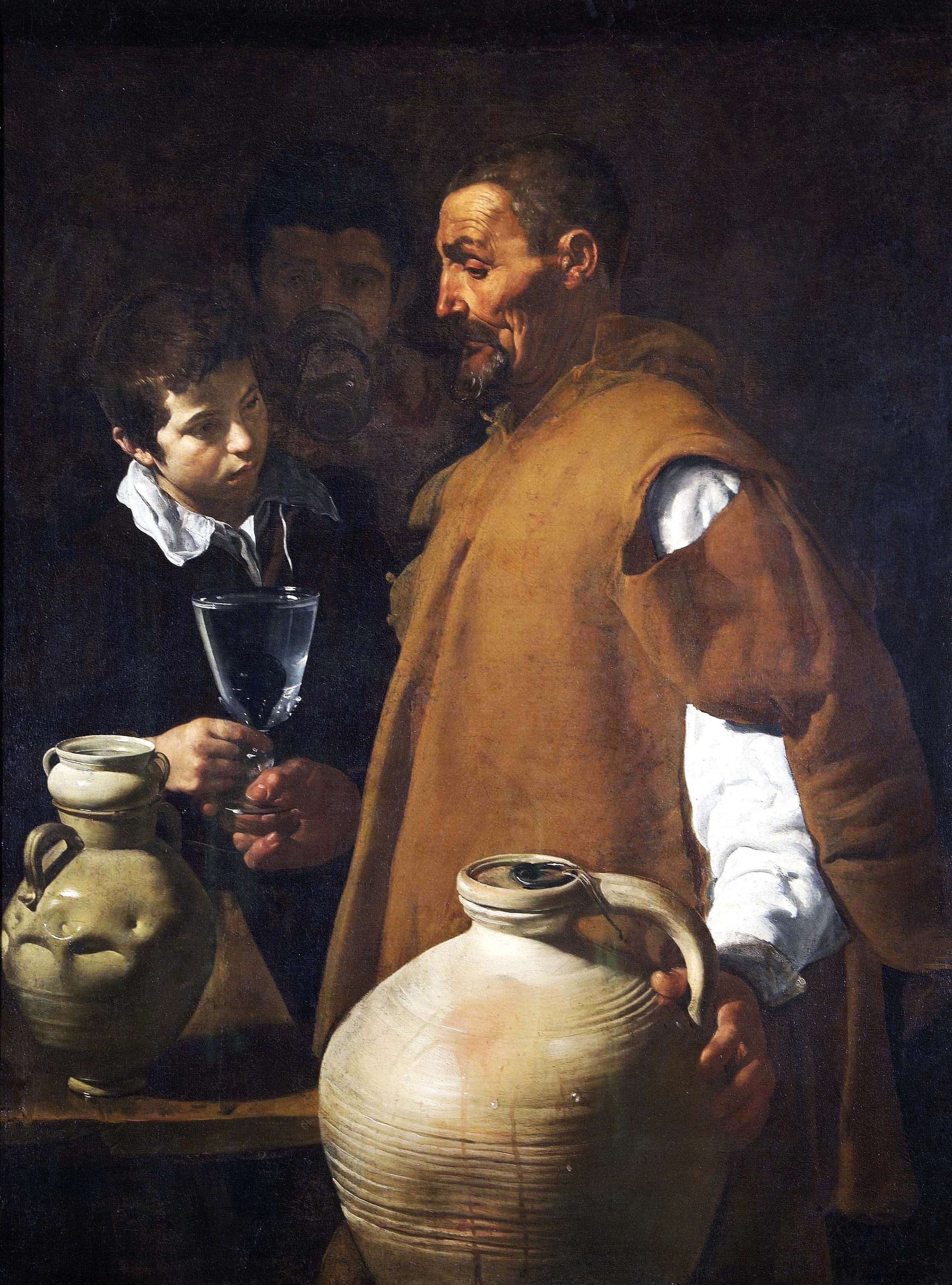
El aguador de Sevilla de Velázquez.

En la historia de la pintura en Andalucía tienen un papel fundamental la Escuela granadina y la Escuela sevillana. Esta última es una de las grandes escuelas pictóricas españolas y europeas, que tuvo una larga trayectoria que va desde el siglo XV al XIX y que aportó a la Historia del Arte importantes creadores como Zurbarán, Velázquez y Murillo así como teóricos del arte como Francisco Pacheco. El Museo de Bellas Artes de Sevilla, considerada la segunda pinacoteca más importante de España, es fundamental para conocer la larga historia del arte pictórico sevillano.
Dada su temática, merece una mención especial la pintura costumbrista andaluza, desarrollada a partir del Romanticismo por autores como Manuel Barrón, José García Ramos, Gonzalo Bilbao y Julio Romero de Torres y que está muy bien representada en la Colección Carmen Thyssen-Bornemisza.
En el contexto de la pintura contemporánea es fundamental la figura del pintor malagueño  Picasso, cuya obra está ampliamente representada en el museo que lleva su nombre en su ciudad natal.

## Música y danza

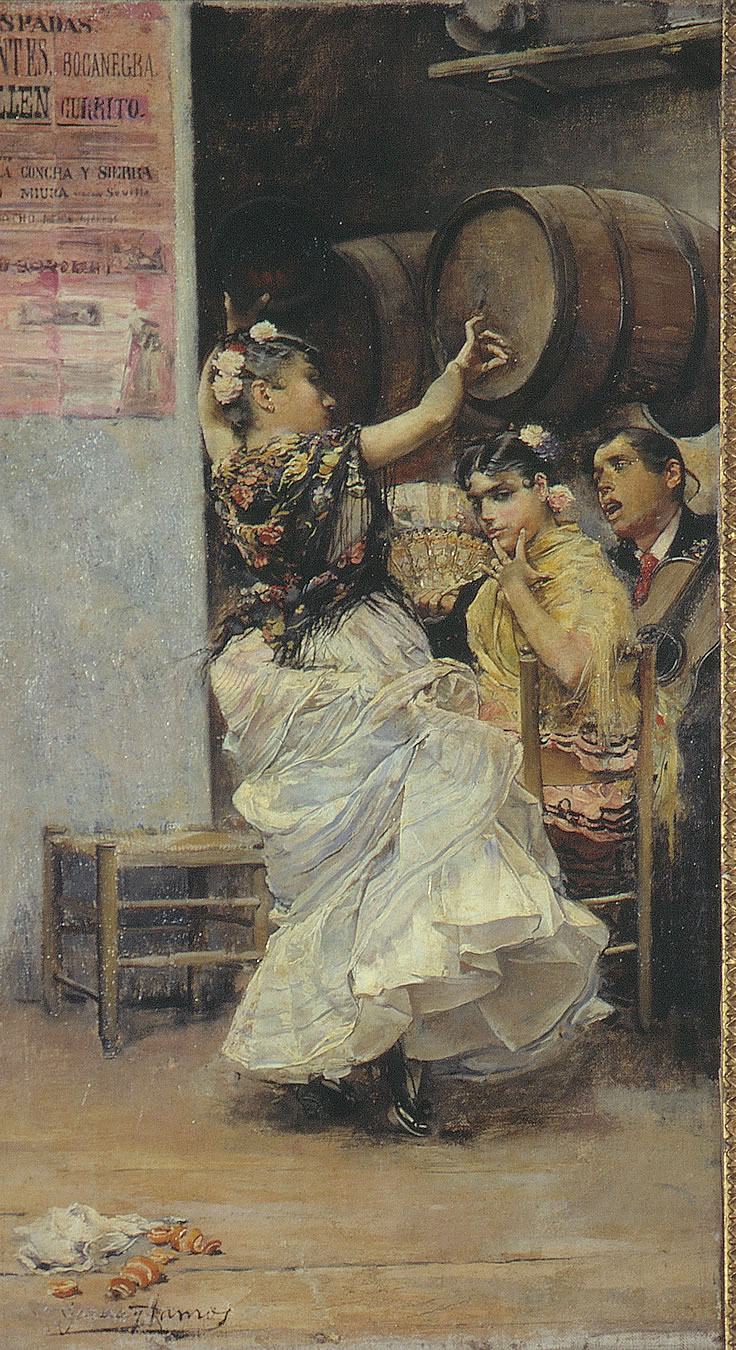
Baile por bulerías, de José García Ramos.

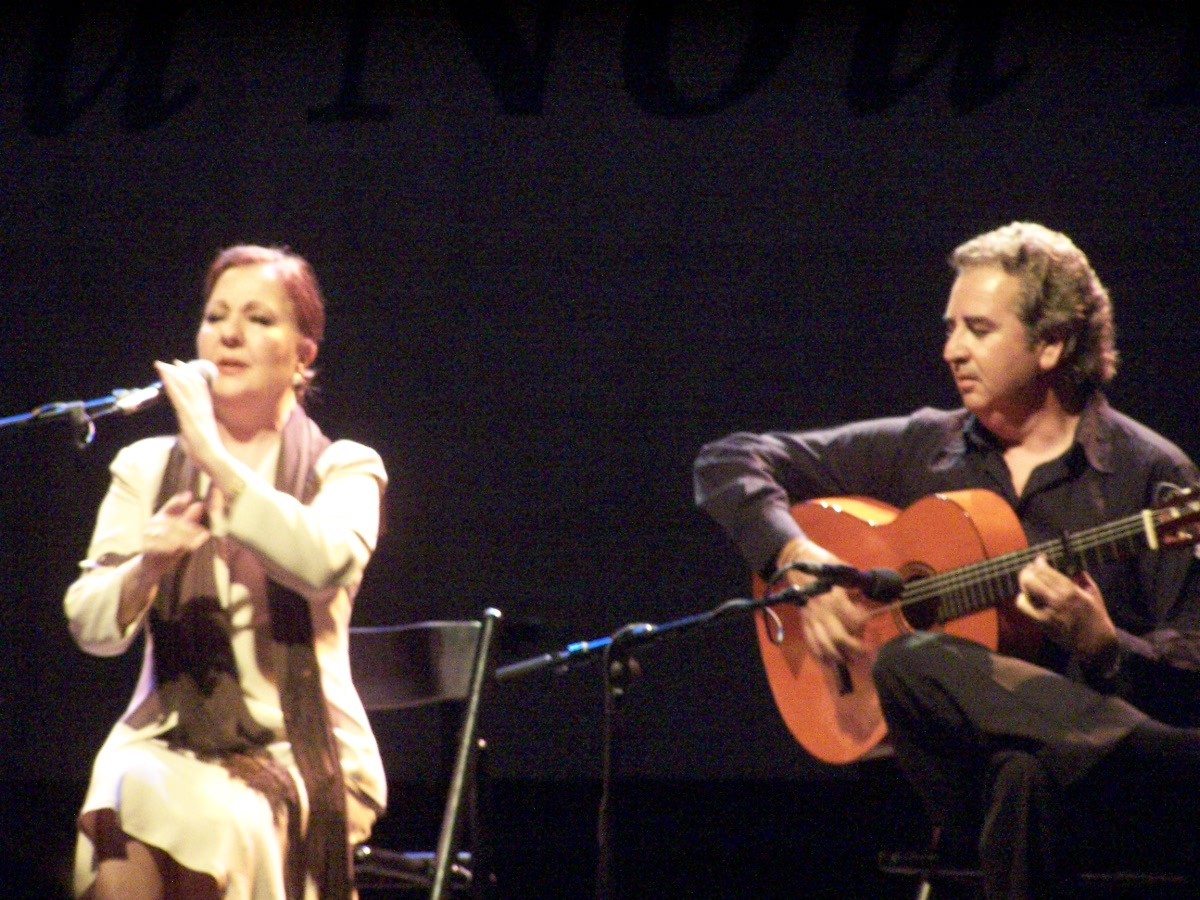
Cantaora y tocaor.

Se conoce como música andaluza, no solo a la música tradicional propia de Andalucía, sino a un tipo de música específico, tanto de género popular como culto, definido por unas características propias en el ámbito métrico, melódico y armónico. Por ello, puede hablarse con propiedad de música andaluza compuesta por compositores no andaluces. En el ámbito de la musicología, a esta tendencia suele llamársele andalucismo musical.
El flamenco es un género de música y danza que se originó y desarrolló en el eje de la Bahía de Cádiz, Jerez de la Frontera y Sevilla a partir del siglo XVIII, que tiene como base la música y la danza andaluza y en cuyo desarrollo han influido notablemente los andaluces de etnia gitana. El cante, el toque y el baile son las principales facetas del flamenco. El flamenco se ha convertido en uno de los principales referentes de la cultura andaluza y española en todo el mundo, sin embargo no sólo hay flamenco en Andalucía, en diversas zonas del resto de España como Galicia, Asturias, el Levante mediterráneo español o Extremadura hay algunos palos del flamenco; también se puede encontrar en la América hispana.[cita requerida]
Fundamentales en la historia de la música en Andalucía son los compositores Cristóbal de Morales, Francisco Guerrero, Francisco Correa de Arauxo, Manuel García, Manuel de Falla, Joaquín Turina, Manuel Castillo y el guitarrista Andrés Segovia, padre de la guitarra clásica moderna.

### Festivales musicales
- Bienal de flamenco (Sevilla)
- Festival de Flamenco de Jerez
- Espárrago Rock
- Extratonauta Pop Dance Festival
- Festival Internacional de Jazz de Granada
- Festival Internacional de Música Ciudad de Ayamonte
- Festival de Verano de Málaga
- Monkey Week
- Noche Blanca del flamenco (Córdoba)
- Etnosur (Alcalá la Real (Jaén))

## Teatro y artes escénicas
- Festival de Teatro de El Ejido, declarado de Interés Turístico Nacional. En 2008 se funda en El Ejido (Almería) el Centro Andaluz de Teatro asociado a la Asociación Internacional de Teatro Amateur (aita/iata asbl),[1] que inaugura sus actividades con la celebración del V International Meeting of Mediterranean Amateur Theatre en agosto de 2009.

- Festival Internacional de Teatro de Cazorla
- Muestra de Teatro de Otoño de Úbeda
- Festival Iberoamericano de Teatro de Cádiz

## Cine
La Historia del Cine en Andalucía ha estado reducida históricamente al uso del arquetipo de lo andaluz (el flamenco, los toros, la religión, los bandoleros, el señorito, los emigrantes o la imagen del andaluz gracioso y vago), que se explotó sobremanera especialmente durante las décadas del 40 al 60 y que terminó consolidando en gran medida la imagen tópica de Andalucía. Por otro lado, la provincia de Almería fue el plató de legendarias películas western, donde productores norteamericanos e italianos encontraron un escenario idóneo para sus creaciones, que constituyeron la única actividad cinematográfica de relevancia hasta la llegada de la democracia.
Sin embargo, el cine andaluz hunde sus raíces a principios del siglo XX, con José Val del Omar como referente y actualmente vive una etapa floreciente con directores como Antonio Cuadri (El corazón de la tierra), Chus Gutiérrez (Poniente), Chiqui Carabante (Carlos contra el mundo), Alberto Rodríguez (7 Vírgenes), Antonio Banderas (El camino de los ingleses) o Benito Zambrano (Solas), respaldados por la crítica nacional e internacional.
En el año 2007 se realizaron en Andalucía más de mil rodajes. Aunque el cine es el género más emblemático, desde el punto de vista industrial los rodajes de publicidad y televisión es lo que permite considerar a la industria cinematográfica como un sector creciente de la economía andaluza.
La Filmoteca de Andalucía, con sede en Córdoba, es el órgano público encargado de la investigación, recopilación y difusión del patrimonio cinematográfico andaluz, actividad esta última, a la que también contribuyen significativamente festivales anuales como: el Festival de Cine Español de Málaga, el Festival Internacional de Cortometrajes Almería en Corto, el Festival de Cine Iberoamericano de Huelva, la Muestra Cinematográfica del Atlántico Alcances de Cádiz, el Festival Internacional de Cortometrajes Shorty Week en El Puerto de Santa María o el Festival Internacional de Cine Inédito de Islantilla.

## Mitología

### Antigüedad

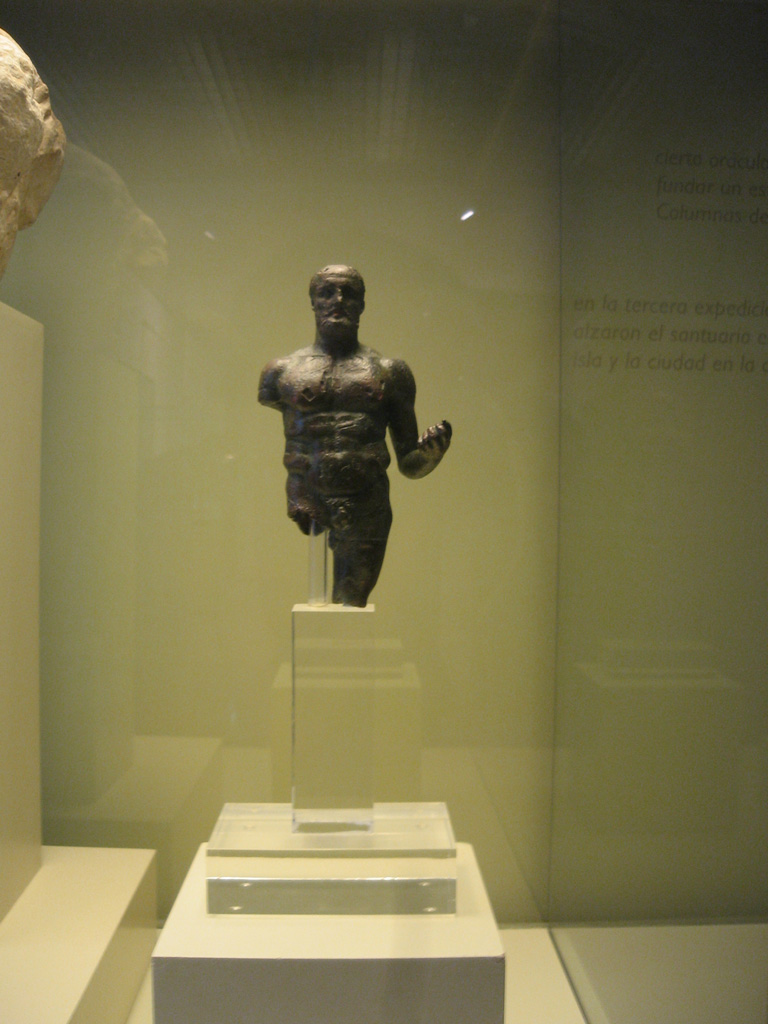
Estatuilla de bronce con incrustaciones de plata del Hércules Gaditano, como puede verse por las iniciales H. G. grabadas en la zona abdominal. Lleva en la mano izquierda las manzanas de las Hespérides. Época altoimperial romana, siglos I–II.

La tierra que hoy conocemos como Andalucía fue escenario de algunos mitos, que varias culturas de la cuenca mediterránea tuvieron en común durante la Antigüedad. Las relaciones comerciales de estas civilizaciones con el actual territorio andaluz, desarrollaron una visión mítica y semimítica de este territorio, situado donde se ponía el sol, en el confín occidental de Europa y, por ende, del mundo conocido. En este contexto, en Hesperia, la tierra del crepúsculo, donde tenían su jardín las Hespérides, hijas del atardecer, fue especialmente significativo el culto al planeta Venus o Véspero, la estrella vespertina, o a la divinidad o divinidades identificadas con él bajo diversos nombres, como Lucifer o el Lucero, Astarté, Salambó, Salambona o Venus.
Con la colonización fenicia se extendió el culto a Baal y Melkart, que perduró en época romana bajo el nombre de Hércules, fundador mítico de las ciudades de Cádiz y Sevilla, entre otras. Testimonio de la importancia que la devoción a Hércules tuvo en tierra andaluzas fue el célebre Templo de Hércules Gaditano, en el que estaban representados sus doce trabajos, el décimo de los cuales se sitúa tradicionalmente en la actual Andalucía. Se trata del robo de los bueyes de Gerión, personaje que suele considerarse uno de los reyes míticos de Tartessos. Las columnas de Hércules, identificadas mayoritariamente con Calpe y con Abila se han considerado tradicionalmente un monumento o recuerdo de esta hazaña de Hércules. Asimismo la vía romana que unía Gades con Roma recibía el sobrenombre de Vía Heráclea, por suponerse que fue el camino de vuelta de Hércules tras el robo del rebaño de bueyes de Gerión. Actualmente el escudo de Andalucía muestra la figura de Hércules entre dos leones, composición tomada del escudo de la ciudad de Cádiz y similar al escudo de Chiclana de la Frontera.
Según la tradición, Ulises y sus compañeros, tras la guerra de Troya tocaron en su periplo las costas de la península ibérica. Uno de ellos, Menesteo, rey de Atenas, tras la epopeya troyana fundó una colonia llamada el Puerto Menesteo, en la que se estableció definitivamente después de haberle sido usurpado el trono durante su ausencia en Troya. Esta colonia suele identificarse con El Puerto de Santa María.
Asimismo, la supuesta ciudad de Tartessos, que estaría ubicada en una isla en la desembocadura del río del mismo nombre y desaparecida bajo las aguas, ha sido llamada Tarsis por algunos e identificada con la Tarshish bíblica (Que en realidad designaba algún puerto del Mar Rojo o un tipo de embarcación fenicia que viajaba hacia allí) o con la Atlántida descrita por Platón. Sus reyes Argantonio, Gerión, Habis y Nórax están envueltos en un halo mitológico.

## Artes y costumbres populares

### Vestido

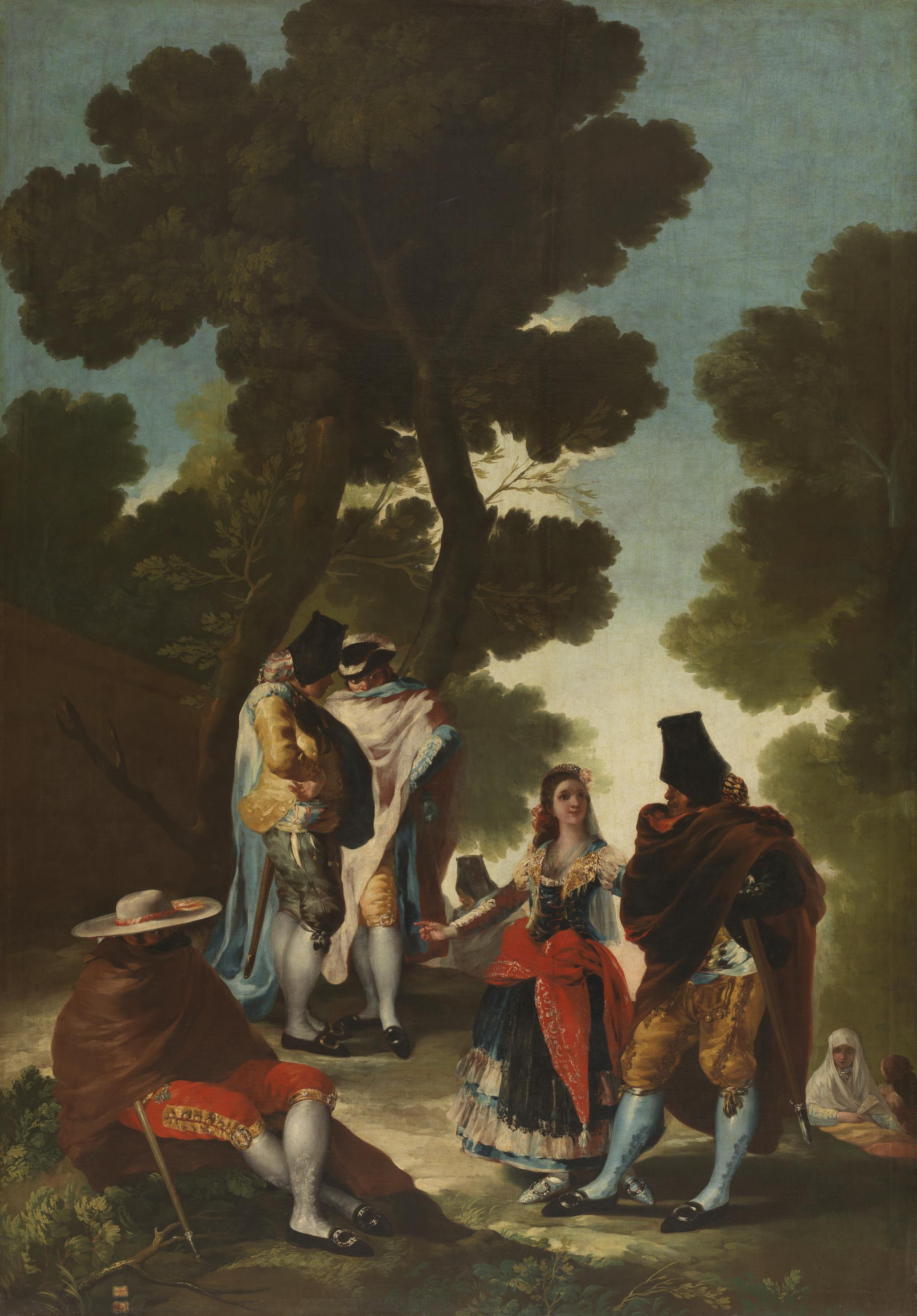
El paseo por Andalucía o La maja y los embozados, de Goya.

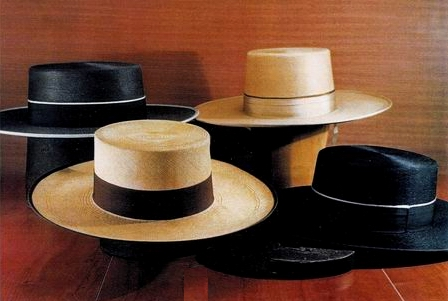
Sombreros cordobeses.

En el siglo XVIII Andalucía tuvo un papel fundamental en el desarrollo del casticismo, que tuvo en el majismo una de sus manifestaciones más peculiares. El prototipo del majo y la maja asociados a una indumentaria particular, junto con el bandolero andaluz y el atuendo de las mujeres gitanas, tuvieron un protagonismo crucial en la configuración del vestido en gran parte de Andalucía.
Existe variedad de sombreros andaluces usados originariamente por los hombres, como son el sombrero cordobés o de ala ancha, el calañés, el catite y el pavero. Es característico el llamado traje corto, un traje masculino de faena relacionado con la doma vaquera, compuesto por pantalón ajustado, chaquetilla o marsellés, botos camperos, zahones y sombrero de ala ancha. El traje de gitana o de flamenca, es un vestido femenino ajustado, con volantes en la parte inferior y en las mangas. Como complementos suele acompañerse de mantoncillo o mantón de Manila, abanico, peineta y flores en el pelo. Este traje tiene la particularidad de ser un traje regional o tradicional sujeto a los dictados de la moda, con tendencias renovadas cada año en las ferias y en las romerías.
El Museo de Artes y Costumbres Populares de Sevilla recoge gran parte de la historia de la indumentaria en Andalucía.

### Artesanía

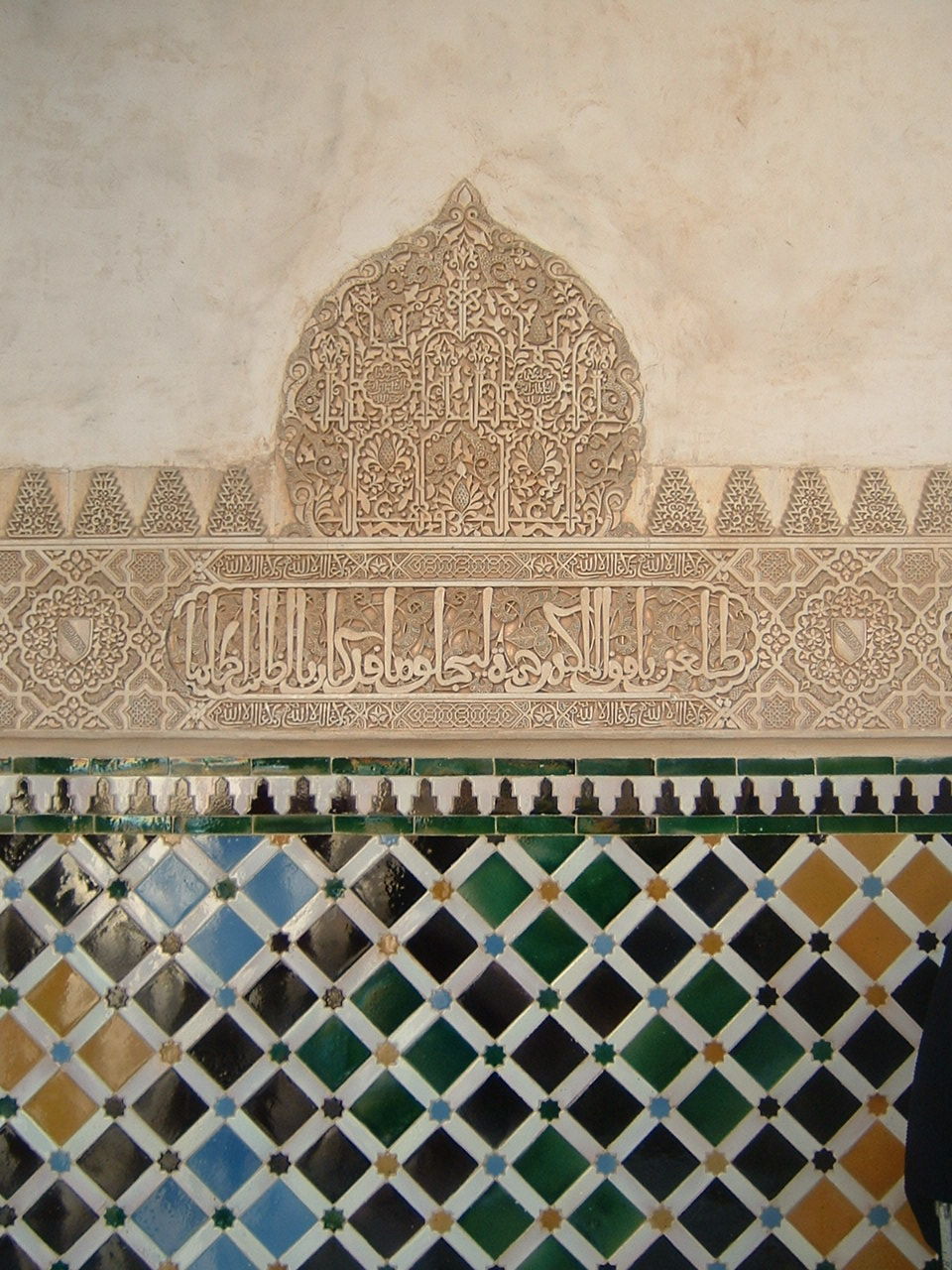
Alicatado de la Alhambra.

- Azulejería y alicatado
- Cordobán
- Jarapa
- Taracea
- Zaguán

### Arte ecuestre
- Real Escuela Andaluza del Arte Ecuestre
- Doma clásica
- Doma vaquera

### Fiestas y espectáculos
- Carnaval de Cádiz, entre enero y febrero.
- 28 de febrero, Día de Andalucía.
- Falla de San José en Mancha Real (Jaén), el 19 de marzo. Única falla de Andalucía, declarada de Interés Turístico Nacional.
- Semana Santa, en marzo o abril.
- Feria de Abril de Sevilla.
- Romería de Nuestra Señora de la Cabeza de Andújar (Jaén), el mes de abril.
- Romería San Isidro Labrador en Los Barrios (Cádiz) en abril.
- Patio cordobés Concurso de Patios cordobeses. Primeras semanas de mayo.
- Feria del Caballo de Jerez de la Frontera, en mayo.
- Feria de Nuestra Señora de la Salud de Córdoba, en mayo.
- Cruces de Mayo de Córdoba, Granada, Sevilla y Almería.
- Romería de El Rocío de  Almonte (Huelva), en mayo y junio.
- Festividad del Corpus Christi fiesta mayor de Granada. En mayo o junio.
- Fiestas Colombinas de Huelva (agosto).
- Feria de la Virgen del Mar de Almería, en agosto.
- Feria de Agosto de Málaga.
- Romería de la Virgen de Valme de Dos Hermanas, el tercer domingo de octubre.
- Feria de San Lucas de Jaén, en octubre, última feria del año en España.